# Сент-Аньян (Приморская Шаранта)
Сент-Анья́н (фр. Saint-Agnant) — коммуна во Франции, находится в регионе Пуату — Шаранта. Департамент коммуны — Шаранта Приморская. Входит в состав кантона Сент-Аньян. Округ коммуны — Рошфор.
Код INSEE коммуны — 17308.

## Население
Население коммуны на 2010 год составляло 2499 человек.
| 1962 | 1968 | 1975 | 1982 | 1990 | 1999 | 2010 |
| ---- | ---- | ---- | ---- | ---- | ---- | ---- |
| 1182 | 1205 | 1346 | 1594 | 1830 | 2077 | 2499 |